# Eduard Schaubert
Gustav Eduard Schaubert est né à Breslau, dans le royaume de Prusse, le 27 juillet 1804 et décédé le 30 mars 1860. C'est un architecte et un archéologue allemand, qui a notamment participé à l'élaboration du plan de l'Athènes contemporaine. Il participe à la reconstitution du temple d'Athéna Nikè.